# کنتا یوشیکاوا
کنتا یوشیکاوا (انگلیسی: Kenta Yoshikawa؛ زادهٔ ۱۶ مهٔ ۱۹۸۶) بازیکن فوتبال اهل ژاپن است.